# Entephria hilariata
Entephria hilariata là một loài bướm đêm trong họ Geometridae.